# فرودگاه نیکارو
فرودگاه نیکارو (به انگلیسی: Nicaro Airport) یک فرودگاه همگانی با کد یاتا ICR است که یک باند فرود خاک دارد و طول باند آن ۱۸۰۰ متر است. این فرودگاه در کشور کوبا قرار دارد و در ارتفاع ۸ متری از سطح دریا واقع شده است.